# Produktionsresultat (byggteknik)
Ett produktionsresultat är enligt det svenska klassifikationssystemet CoClass ett resultat av en aktivitet på byggplatsen för produktion av del av eller helt byggnadsverk. För att åstadkomma ett produktionsresultat krävs resurser i form av varor, arbetskraft, maskiner, redskap och annat. En byggdel kan bestå av ett eller flera produktionsresultat. 
Det främsta användningsområdet för produktionsresultat är i tekniska beskrivningar enligt AMA (Allmän material- och arbetsbeskrivning). De kallas därför ofta "AMA-koder". 
Exempel på produktionsresultat: 
- Slitlager av grus, stenmjöl m m för väg, plan o d
- Murar av betongsten eller betongblock
- Pumpaggregat
- Bord